# Valmy (Nevada)
Pour les articles homonymes, voir Valmy (homonymie).
Valmy est une census-designated place (CDP) située dans le comté de Humboldt, entre les villes de Winnemucca à l'ouest et Battle Mountain à l'est, dans l’État du Nevada, aux États-Unis. Elle se situe à proximité de l'autoroute Interstate 80, 
Valmy est principalement connue pour ses activités minières et industrielles ainsi que pour son histoire liée au chemin de fer.

## Histoire
Valmy a été fondée au début du XXe siècle, principalement pour soutenir les opérations minières et le développement de la Southern Pacific Railroad dans la région.
Valmy adopte son nom en 1915, en hommage à la bataille de Valmy, à l'occasion du transfert du bureau de poste de Stone House vers cette localité.

## Population
D'après le recensement de 2020, sa population est de 26 habitants.